# ギルバート・イムレー
ギルバート・イムレー（1754年2月9日 - 1828年11月20日、英: Gilbert Imlay）は、アメリカ合衆国出身の実業家、作家、および外交官である。
フランスの在アメリカ大使館に勤務し、影響力のある『北米西部地域の地誌的描写』や小説『移民』という2冊の本を発表した初期のアメリカ人作家となり、2冊の本はともに北米内陸への入植を促進させた。
若い頃のイムレーはケンタッキー州の土地投機に携わった賢明だが悪辣な実業家として知られていた。しかしながら、今日において彼について最もよく知られているのは女性解放論者のメアリ・ウルストンクラフトと短期間の関係を持ったことであり、その結果として一人娘のファニー・イムレーが誕生することになった。

## 生涯
イムレーの若年期についてはほとんど知られていない。おそらくは18世紀初頭にイムレー家が最初に定住したニュージャージー州アッパー・フリーホールド・タウンシップで1754年に生まれたと思われる。革命戦争が起きている期間はニュージャージー・ラインに所属し、一時期にはデイビッド・フォアマン大佐率いるフォアマン追加大陸連隊にも入隊した。大陸軍の中尉まで昇進した。彼はのちに自身を「大尉」と名乗るのだが、実際には彼がその地位を獲得したという確かな証拠は存在しない。
軍人としての任務終了後、ケンタッキー州（当時はまだバージニア州の一部）で富を得ようと、1783年にファイエット郡にある一区画の土地を購入した。1784年にファイエット郡に到着した彼はすぐに土地投機に没頭することになった。1785年には未払いの負債を残して人知れずアメリカを去り、おそらくは欧州に向かったと思われる。1792年の彼はイギリスにいて、同年に影響力を及ぼすことになる『北米西部地域の地誌的描写』を発表した（その後の版では付録として作家のジョン・フィルソンが執筆した「ダニエル・ブーンの冒険」が収められている）。
のちにイムレーは自らフィクション作品を手がけようとして、1793年に小説『移民』を発表する。両作品はアメリカ内陸を促進し、ヨーロッパ人が入植を助長させた。『地誌的描写』においてかなりの情報が記述されたアメリカ合衆国の一部に関する具体的な情報が驚くほど欠けていることに加えて、小説の確かな構想や用語選択、女性解放論者問題への配慮などの観点から小説の構成には愛人のメアリ・ウルストンクラフトが関与しているのではとの注目すべき推測が為されている。もしそうだとするならば、パリでの最初の出会いを公表する以前からイムレーとウルストンクラフトは相互関係を示唆していたと考えられる。
1793年、フランス革命の最中にアメリカ合衆国の駐仏外交代表に就任し、それと同時にイギリスがフランスの港の封鎖を続けることで自身の事業利益を得ようとしたのである。外交に乗り出したことで、イムレーはメアリ・ウルストンクラフトと出会うことになる。フランス革命の危険から自らの身を守るために、ウルストンクラフトはイムレーの妻としてアメリカ大使館に登録したが、実は彼らは結婚したことがない。2人は家屋を共有していたが、仕事の関係でル・アーヴルに長期滞在することもあり、「妻」をよく心配させていた。イムレーはようやくロンドンに戻るが、ウルストンクラフトと一人娘のファニーはパリに残されたままだった。そのうちに彼女はイムレーと再会し、幼い娘を連れてフランス銀貨を探しに船でスカンジナビアに渡り、ロンドンへと戻ったが、結局はイムレーが女優と生活をともにしている姿を知るだけだった。こうして2人の関係は事実上の終焉を迎えることになった。彼が交わした約束であったにもかかわらず、イムレーは娘の幸福に関心を示すことはなく、ウルストンクラフトの死から3年を経て彼女の夫であるウィリアム・ゴドウィンに娘を委ねたのである。
晩年のイムレーについてもほとんど知られていない。どうやら家具や果物販売など様々な事業に携わっていたようだが、特徴的なことといえば借金未返済との理由で裁判記録に彼の名前が記載されていることにある。ジャージー島（悪名高い密輸の中心地）には1828年に亡くなったとされるイムレーと思しき人物の死亡記録と墓碑がある。